# Horváthertelend, Baranya
Horváthertelend este un sat în districtul Szigetvár, județul Baranya, Ungaria, având o populație de 77 de locuitori (2011). 

## Demografie
Componența etnică a satului Horváthertelend
     Maghiari (82,5%)
     Romi (17,5%)
Componența confesională a satului Horváthertelend
     Romano-catolici (68,83%)
     Fără religie (5,19%)
     Necunoscută (25,97%)
Conform recensământului din 2011, satul Horváthertelend avea 77 de locuitori. Din punct de vedere etnic, majoritatea locuitorilor (82,5%) erau maghiari, cu o minoritate de romi (17,5%).  Din punct de vedere confesional, majoritatea locuitorilor (68,83%) erau romano-catolici, cu o minoritate de persoane fără religie (5,19%). Pentru 25,97% din locuitori nu este cunoscută apartenența confesională.